# Michael Conner Humphreys
Michael Conner Humphreys (Independence, 1º marzo 1985) è un attore e militare statunitense.
È principalmente noto per l’interpretazione del giovane Forrest Gump nell’omonimo film del 1994 diretto da Robert Zemeckis.

## Biografia
Michael Humphreys nasce nel Mississippi il 1º marzo 1985. Dopo alcuni ruoli marginali, ottiene quello del giovane Gump. Poco dopo l’uscita del film Forrest Gump, si ritira dalla vita di attore e da adulto prende la strada militare diventando un soldato dell’esercito statunitense.

## Filmografia
- Forrest Gump, regia di Robert Zemeckis (1994)
- Pathfinders: In the Company of Strangers (2011)